# Geely Galaxy
Geely Galaxy — подразделение китайской компании Geely по производству электромобилей. Ожидается, что к 2025 году компания выпустит 7 новых моделей в течение двух лет, включая первую модель — Geely Galaxy L7. В то же время бренд был запущен во всём мире. В 2023 году официально были открыты предварительные заказы, а во втором квартале 2023 года начались поставки автомобилей.

## История
23 февраля 2023 года в Ханчжоу состоялся релиз новой энергетической стратегии Geely Galaxy и глобальная премьера новинки, а также был официально анонсирован официальный логотип Geely Galaxy. Тогда же был официально представлен первый прототип автомобиля Geely Galaxy «Galaxy Light», позиционирующий себя как широкофюзеляжное электрическое купе. Также была представлена первая серийная модель Geely Galaxy — L7.
В апреле 2023 года компания Geely официально объявила, что канал бронирования Galaxy L7 был закрыт 22 апреля, выполнив более 10 000 слепых заказов, а первый серийный автомобиль официально сойдёт с конвейера 24 апреля. 13 мая эксклюзивная «Система безопасности аккумулятора Aegis» компании Geely Galaxy завершила своё первое базовое испытание на безопасность в Китайском центре автомобильных технологий и исследований.

## Продукты

### Выпускаемые автомобили
- Geely Galaxy L7 — подключаемый гибридный внедорожник, официально известный как K7[4][5].
- Geely Galaxy L6 — седан с гибридным двигателем[6][7].
- Geely Galaxy E8 — седан с электроприводом[8][9].
- Geely Galaxy E5 — компактный электромобиль-кроссовер[10].
- Geely Xingyuan — субкомпактный электромобиль-хетчбэк[11].
- Geely Galaxy Starship 7 — среднеразмерный гибридный кроссовер[12].
- Geely Galaxy LEVC L380 — электромобиль-минивэн
- Geely Galaxy Starshine 8 — среднеразмерный гибридный седан  - Geely Galaxy L7
  - Geely Galaxy L6
  - Geely Galaxy E8
  - Geely Galaxy Starship 7
  - Geely Galaxy LEVC L380

### Концепт-кары
- Geely Galaxy Light — среднеразмерный седан
- Geely Galaxy Starship — полноразмерный SUV  - Geely Galaxy Starship